# Dresden-Friedrichstadt
Dresden-Friedrichstadt (niem: Bahnhof Dresden-Friedrichstadt) – stacja kolejowa w Dreźnie, w dzielnicy Friedrichstadt, w kraju związkowym Saksonia, w Niemczech. Oprócz dwóch stacji osobowych Dresden Hauptbahnhof i Dresden-Neustadt, jest częścią centralnego dworca towarowego i węzeła kolejowego w Dreźnie. Na terenie stacji znajduje się również magazyn Dresden-Friedrichstadt.
W 1875 powstał w tym miejscu Berliner Bahnhof.